# IC 4871
IC 4871 је спирална галаксија у сазвјежђу Паун која се налази на листи објеката дубоког неба у Индекс каталогу.
Деклинација објекта је - 57° 31' 8" а ректасцензија 19h 35m 42,2s. Привидна величина (магнитуда) објекта IC 4871 износи 13,3 а фотографска магнитуда 14,0. Налази се на удаљености од 27,479 милиона парсека од Сунца. IC 4871 је још познат и под ознакама IC 4872, ESO 142-24, FGCE 1382, PGC 63395.